# Acúrcio Mendes da Rocha Dinis
Acúrcio Mendes da Rocha Dinis ou Acúrsio Mendes da Rocha Dinis[carece de fontes?] (Armamar, Armamar, 28 de outubro de 1885 — Lisboa, 8 de agosto de 1943) foi um magistrado e administrador colonial português. Foi por duas vezes governador interino da Índia Portuguesa.